# Eli (nome)
Eli è un nome proprio di persona maschile e femminile proprio di diverse lingue.

## Origine e diffusione
Il nome "Eli" ha molteplici origini: innanzitutto, si tratta di un nome italiano solitamente femminile, ottenuto come abbreviazione di altri nomi, quali Elisabetta, Elisa, Eliana, Eleonora e via dicendo; con una simile origine, il nome è presente anche in danese e norvegese.
In secondo luogo, si tratta di un nome ebraico maschile, עֵלִי (Eli), il cui significato viene interpretato dalle varie fonti come "ascensione", "elevazione", "oblazione", oppure "alto", "esaltato", "altezza". Questo nome, portato dal sommo sacerdote Eli, maestro di Samuele, è passato in greco come Ηλι (Eli) e in latino come Heli, ed è entrato nell'uso comune in inglese negli ambiti cristiani successivamente alla riforma protestante. In tale lingua ha sviluppato una variante, Ely. Al nome ebraico viene attribuito anche il significato di "mio Dio", da אֵלִי (Eli, basato su El, "Dio"); questa attribuzione deriva probabilmente dall'invocazione Elì Elì lemà sabactàni pronunciata da Gesù sulla Croce.

## Onomastico
Nessun santo porta il nome "Eli"; l'onomastico ricorre pertanto il 1º novembre, giorno di Ognissanti.

## Persone

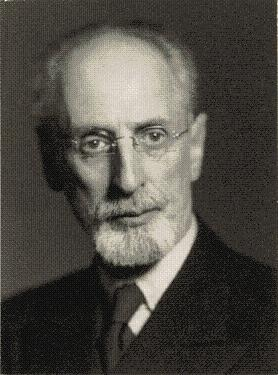
Eli Heckscher

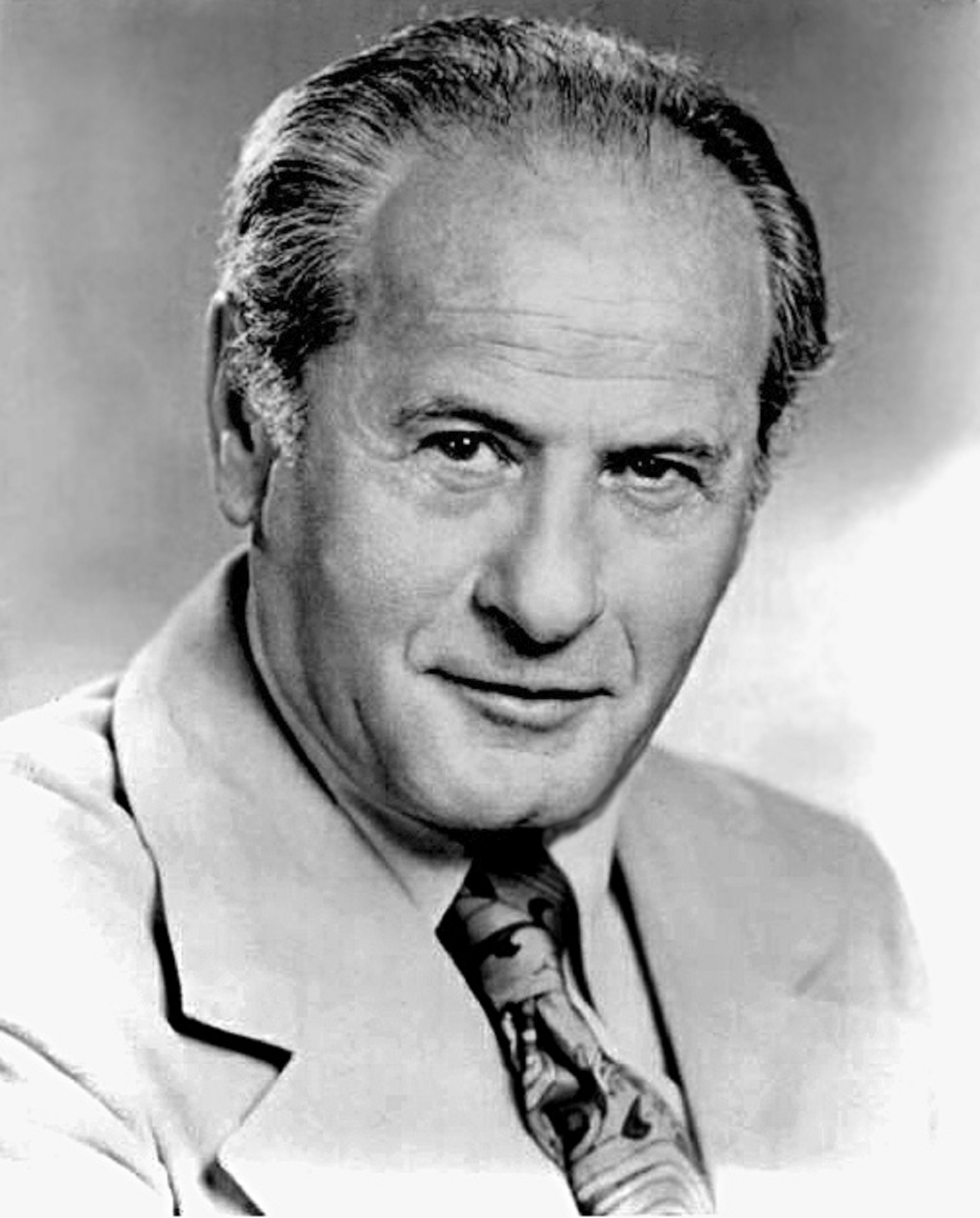
Eli Wallach

### Maschile
- Eli Amir, scrittore israeliano
- Eli Babalj, calciatore australiano
- Eli Balas, giocatore di poker statunitense
- Eli Ben Rimoz, calciatore israeliano
- Eli Biham, crittografo e crittanalista israeliano
- Eli Cohen, agente segreto israeliano
- Eli Dasa, calciatore israeliano
- Eli Elezra, giocatore di poker israeliano
- Eli Heckscher, economista svedese
- Eli Manning, giocatore di football americano statunitense
- Eli Marienthal, attore e doppiatore statunitense
- Eli Ohana, calciatore e allenatore di calcio israeliano
- Eli Pasquale, cestista canadese
- Eli Riva, scultore italiano
- Eli Roth, regista, sceneggiatore, attore, produttore cinematografico e animatore statunitense
- Eli Sukunda, schermidore canadese
- Eli Tomac, pilota motociclistico statunitense
- Eli Wallach, attore statunitense
- Eli Whitney, imprenditore, inventore e ingegnere statunitense

## Il nome nelle arti
- Eli Gold è un personaggio della serie televisiva The Good Wife
- Eli James è un personaggio della serie televisiva Ghost Whisperer - Presenze.
- Eli Marrion è un personaggio del romanzo di Mario Puzo L'ultimo padrino, e dell'omonimo film da esso tratto del 1997.
- Eli Shane è il protagonista della serie animata SlugTerra - Lumache esplosive.
- Eli Squick è un personaggio Disney.
- Eli Stone è un personaggio dell'omonima serie televisiva statunitense.
- Eli Vance è un personaggio della serie di videogiochi Half-Life.
- Eli Wallace è un personaggio della serie televisiva Stargate Universe.
- Eli è il vero nome di Liquid Snake, un personaggio della serie di videogiochi Metal Gear.